# Mike Richmond
Michael Lewis Richmond, detto Mike (Filadelfia, 10 maggio 1964), è un ex cestista statunitense naturalizzato portoghese, professionista in Europa e in Sudamerica.

## Carriera
È stato selezionato dai Dallas Mavericks al terzo giro del Draft NBA 1987 (66ª scelta assoluta).